# Widdringtonia cedarbergensis
Widdringtonia cedarbergensis är en cypressväxtart som beskrevs av J. A. Marsh. Widdringtonia cedarbergensis ingår i släktet Widdringtonia och familjen cypressväxter. Inga underarter finns listade i Catalogue of Life.
Arten förekommer endemisk i Västra Kapprovinsen i Sydafrika. Den växer i bergstrakter mellan 915 och 1650 meter över havet. Trädet hittas i klippiga regioner med några buskar. De står ofta bredvid överhängande klippor som ger skydd åt bränder. Grunden består främst av sandsten. Vädret är i regionen under vintern kalt och delvis fuktigt medan sommaren är torr och varm. Den årliga nederbördsmängden ligger mellan 500 och 1000 mm.
På grund av skogsbruk under 1800-talet försvann nästan 95 procent av hela populationen. De torra buskarna som finns i regionen kan snabb fatta eld. Försök att öka beståndet med hjälp av utsprida frön och småplantor misslyckades. IUCN kategoriserar arten globalt som akut hotad.